# Гидрид лития
Гидрид лития — неорганическое бинарное соединение щелочного металла лития и водорода. В расплавленном состоянии восстанавливает оксиды металлов и неметаллов. Под действием рентгеновского и ультрафиолетового излучения окрашивается в голубой цвет. Также возможен дейтерид лития с формулой LiD, применяемый в качестве горючего в термоядерных бомбах.

## Получение
Гидрид лития получают реакцией синтеза непосредственно из элементов лития и водорода:
{\displaystyle {\mathsf {2Li+H_{2}\ {\xrightarrow {500-700^{o}C}}\ 2LiH}}}
или восстановлением нитрида лития водородом:
{\displaystyle {\mathsf {Li_{3}N+3H_{2}\ {\xrightarrow {300^{o}C}}\ 3LiH+NH_{3}}}}

## Физические свойства
Белый, лёгкий порошок, плавится без разложения в инертной атмосфере.
Образует бесцветные кристаллы кубической сингонии, пространственная группа F m3m, параметры ячейки a = 0,4083 нм, Z = 4, структура типа NaCl.
Под действием излучения от видимого до рентгеновского кристаллы окрашиваются в интенсивный голубой цвет из-за образования твёрдого коллоидного раствора металлического лития в гидриде лития.
Слабо растворим в диэтиловом эфире.

## Химические свойства

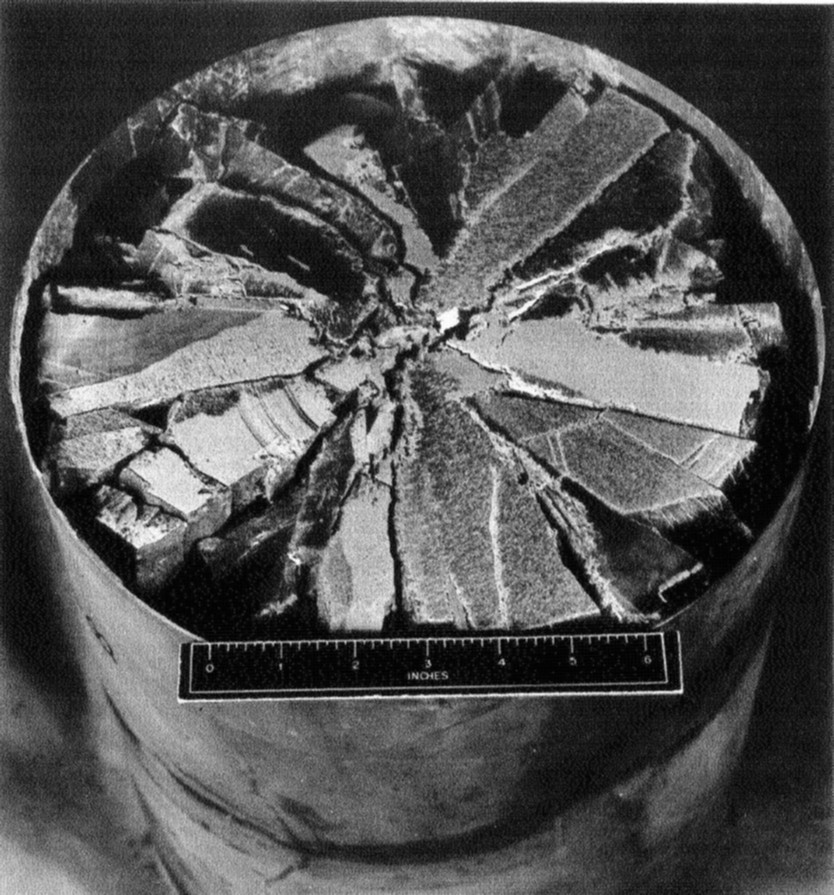
Растрескавшиеся кристаллы гидрида лития

Гидрид лития относительно устойчив в сухом воздухе. Парами воды быстро гидролизуется (с водой реакция идёт бурно, возможно самовоспламенение):
{\displaystyle {\mathsf {LiH+H_{2}O\ {\xrightarrow {\ \ \ }}\ LiOH+H_{2}}}}
При нагревании выше 850°С (а в вакууме до 450°С) начинает распадаться на элементы:
{\displaystyle {\mathsf {2LiH\ {\xrightarrow {850^{o}C}}\ 2Li+H_{2}}}}
Электролизом расплава также можно разложить гидрид лития на элементы, при этом водород выделяется на аноде, т.е. в расплаве происходит электролитическая диссоциация:
{\displaystyle {\mathsf {LiH\ \rightleftarrows \ Li^{+}+H^{-}}}}
С кислородом и азотом начинает взаимодействовать только при нагревании и результат зависит от температуры:
{\displaystyle {\mathsf {4LiH+O_{2}\ {\xrightarrow {300-350^{o}C}}\ 2Li_{2}O+2H_{2}}}}
{\displaystyle {\mathsf {2LiH+O_{2}\ {\xrightarrow {400-500^{o}C}}\ 2LiOH}}}
{\displaystyle {\mathsf {4LiH+N_{2}\ {\xrightarrow {300-350^{o}C}}\ 2Li_{2}NH+H_{2}}}}
{\displaystyle {\mathsf {3LiH+N_{2}\ {\xrightarrow {400-500^{o}C}}\ Li_{3}N+NH_{3}}}}
Реагирует с другими неметаллами (C, P, S, Si):
{\displaystyle {\mathsf {2LiH+4C\ {\xrightarrow {400^{o}C}}\ Li_{2}C_{2}+C_{2}H_{2}}}}
Восстанавливает оксиды металлов и неметаллов:
{\displaystyle {\mathsf {4LiH+3SiO_{2}\ {\xrightarrow {200^{o}C}}\ 2Li_{2}SiO_{3}+Si+2H_{2}}}}
Может образовывать двойные гидриды:
{\displaystyle {\mathsf {4LiH+AlCl_{3}\ {\xrightarrow {\ \ }}\ Li[AlH_{4}]+3LiCl}}}
Взаимодействие с аммиаком:
```
 

  

    

      

        

          

            
L

            
i

            
H

            
+

            
N

            

              
H

              

                
3

              

            

            
 

            

              

                
→

                

                  

                    
350

                    

                      
o

                    

                  

                  
C

                

              

            

            
 

            
L

            
i

            
N

            

              
H

              

                
2

              

            

            
+

            

              
H

              

                
2

              

            

          

        

      

    

    
{\displaystyle {\mathsf {LiH+NH_{3}\ {\xrightarrow {350^{o}C}}\ LiNH_{2}+H_{2}}}}

  

 
 

  

    

      

        

          

            
L

            
i

            
H

            
+

            
N

            

              
H

              

                
3

              

            

            
 

            

              
→

              

                
−

                

                  
40

                  

                    
o

                  

                

                
C

              

            

            
 

            
L

            
i

            
N

            

              
H

              

                
2

              

            

            
+

            

              
H

              

                
2

              

            

          

        

      

    

    
{\displaystyle {\mathsf {LiH+NH_{3}\ \xrightarrow {-40^{o}C} \ LiNH_{2}+H_{2}}}}

  

```

Взаимодействие с галогенами:
```
 

  

    

      

        

          

            
L

            
i

            
H

            
+

            
C

            

              
l

              

                
2

              

            

            
 

            

              
→

              

                

                  
450

                  

                    
o

                  

                

                
C

              

            

            
 

            
L

            
i

            
C

            
l

            
+

            
H

            
C

            
l

          

        

      

    

    
{\displaystyle {\mathsf {LiH+Cl_{2}\ \xrightarrow {450^{o}C} \ LiCl+HCl}}}

  

```

## Применение
Используется как осушитель, как сырье для производства алюмогидрида лития (сильный восстановитель, используемый в органическом синтезе), как замедлитель в радиационных защитах ядерных реакторов. Также гидрид лития используется как легкий и портативный источник водорода для аэростатов и спасательного снаряжения.

### Дейтерид лития-6
Дейтерид лития-6 6LiD (или 6Li2H) используется как термоядерное топливо в термоядерном оружии.

## Безопасность
Вещество токсично. ПДК 0,03 мг/дм³. При контакте с кожей и слизистыми оболочками (в чистом виде) гидрид лития может вызвать химический ожог.
ЛД50 на белых мышах — 140—143 мг/кг.
Имелись также данные о том, что гидрид лития является генетическим ядом, а также — антагонистом ионов натрия, которые, в свою очередь и являются обязательным макроэлементом для живых организмов.

## См.также
- Гидрид-ион